# Reichskolonialbund

Il simbolo del Reichskolonialbund fu disegnato basandosi sulla bandiera della Compagnia Tedesca dell'Africa Orientale

La Reichskolonialbund (RKB) era un'organizzazione della Germania nazista attiva dal 1936 al 1943. Il suo direttore fu Franz Ritter von Epp.

## Storia

### L'inizio

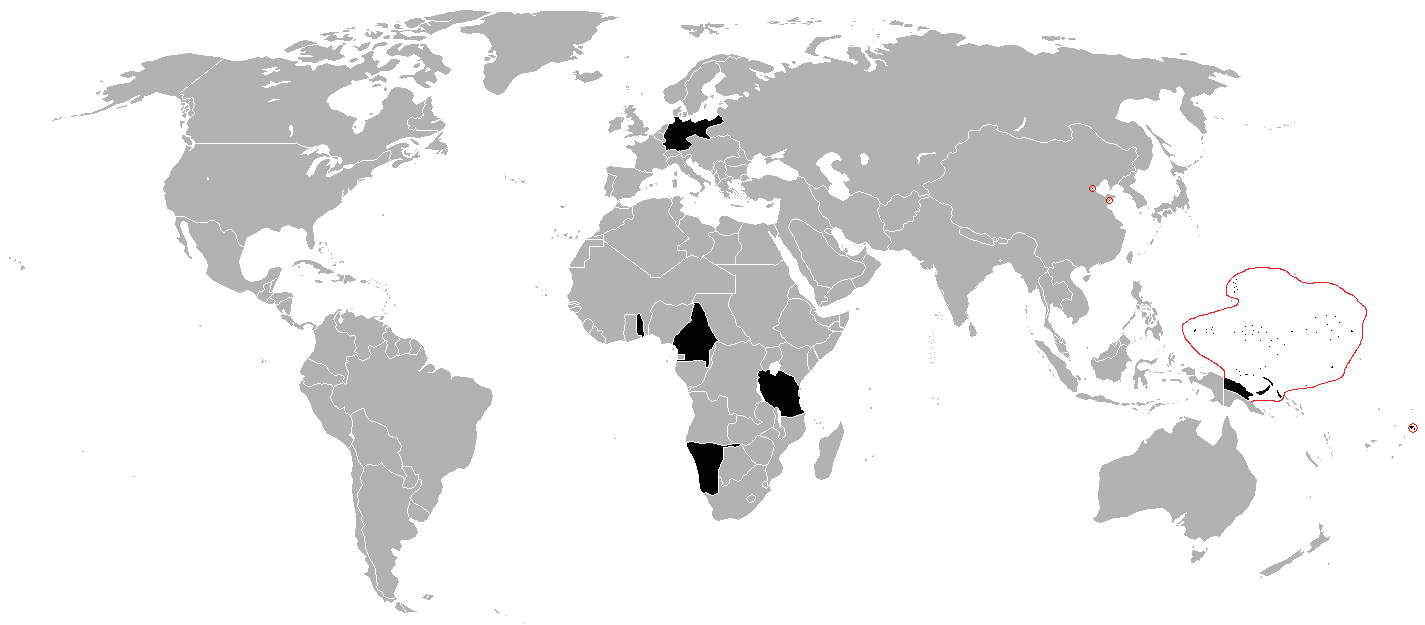
L'impero coloniale tedesco nel 1914

Lo scopo di questa organizzazione era di re-impossessarsi dei possedimenti coloniali che la Germania aveva perso dopo il Trattato di Versailles alla fine della prima guerra mondiale. Questa organizzazione giocava sul sentimento della popolazione tedesca che si sentiva umiliata dopo tale trattato.
I primi sforzi per riappropriarsi delle colonie perse risalgono al 1923. Come risultato di questa iniziativa, si formarono in Germania una serie di organizzazioni finanziate da ambienti conservatori e nazionalisti. Fondata nel 1925, la più importante organizzazione risulterà la Koloniale Reichsarbeitsgemeinschaft (KORAG), che poi porterà alla creazione della Reichskolonialbund nel 1933, la quale sarà integrata nel Partito Nazionalsocialista dei Lavoratori (NSDAP).

### Fondazione
La Reichskolonialbund venne fondata il 13 giugno 1936 dall'ex-governatore dell'Africa Orientale tedesca, Dr. Heinrich Schnee. Sotto la guida di Franz Ritter von Epp, lo scopo presunto dell'organizzazione sarà quello di "mantenere informata la popolazione tedesca sulla perdita dell'impero coloniale, per non perdere i contatti con i coloni che risultavano essere residenti ancora in tali territori, con lo scopo di creare una condizione favorevole nel pensiero collettivo, per ricreare un nuovo impero tedesco in Africa."
In ogni caso, l'organizzazione non ebbe vita facile, basti pensare che solo due mesi dopo la sua fondazione Rudolf Hess la sciolse con un decreto, ma, dopo lunghe trattative, nel novembre di quell'anno stesso tale decreto venne revocato dal regime nazista.
Come parte del trionfo nazista, la Reichskolonialbund fu destinata a prendere il posto della Società Coloniale Tedesca, (Deutsche Kolonialgesellschaft) (DKG) che era stata sciolta in precedenza. Dato che la Germania nazista non aveva colonie, l'organizzazione serviva per istigare l'agitazione politica.
L'agitazione fu svolta in Germania per mezzo di giornali, riviste, conferenze e "mostre coloniali". Tale attività aveva lo scopo di mantenere aperta la questione coloniale (Kolonialfrage) e di attirare finanziamenti. I periodici più importanti che avevano raccolto pubblicità tra il 1937 e il 1943 furono Kolonien und Heimat e Deutsche Kolonialzeitung. Inoltre la RKB aveva stampato cartelloni di propaganda per sostenere la sua causa.
La Reichskolonialbund aveva anche una sua propria organizzazione giovanile che divenne una ramificazione della Gioventù hitleriana. I suoi membri si vestivano con le divise regolari di tale organizzazione con tanto di distintivi, mentre gli adulti portavano divise che si ispiravano alle truppe coloniali tedesche (Schutztruppe) dei tempi dell'Impero tedesco.
Le più importanti assemblee della RKG furono tenute a Brema nel 1938 e a Vienna nel 1939.

### La fine
L'inizio della seconda guerra mondiale, nel settembre del 1939, coincise con l'inizio della fine della RKB, quando lo stato nazista si concentrò nelle sue principali priorità, dove la più importante sarà la ricerca del Lebensraum in Europa orientale. Nel 1943, il Reichsleiter Martin Bormann aveva fatto notevoli pressioni per sciogliere l'organizzazione, per motivi legati alla "Kriegsunwichtiger Tätigkeit" (attività inutile per la guerra). Quindi la Reichskolonialbund venne sciolta con decreto del Führer del 1943.
Gran parte dei documenti sulla RKB sono ancora conservati negli archivi di Coblenza.

## Letteratura di approfondimento
- Hanswerner Nachrodt: Der Reichskolonialbund. Schriften der Hochschule für Politik - Der organisatorische Aufbau des Dritten Reiches, Heft 30, Berlin 1939.
- H. Jünemann und H. Mietz: Der Reichskolonialbund – Wiedergabe der Jünemannschen `Rechtfertigungen. Im Mitteilungsblatt des Traditionsverbandes ehem. Schutz- und Überseetruppen e.V. Nr.83 (Jubiläumsausgabe, 100 Jahre Traditionsverband) 1998.
- Handbuch für Amtsträger des Reichskolonialbundes (Beilage zu Der Koloniale Kampf 2/1943) Reichskolonialbund, 1943
- Klaus Hildebrand: Vom Reich zum Weltreich. Hitler, NSDAP und die koloniale Frage 1919 - 1945, München 1969